# روبرت وینتسکیویچ
روبرت وینتسکیویچ (انگلیسی: Robert Więckiewicz؛ زادهٔ ۳۰ ژوئن ۱۹۶۷) بازیگر سینما و تلویزیون اهل کشور لهستان است.

## گزیدهٔ نقش‌آفرینی‌ها
- فیلیپ - ۲۰۲۳
- عروسی - ۲۰۲۱
- هیچ ردی باقی نگذار - ۲۰۲۱
- خبرچینان – پدران و دختران - ۲۰۱۹
- کشیشان - ۲۰۱۸
- کورشده از نور - ۲۰۱۸
- فرشته نیرومند - ۲۰۱۴
- والسا: مرد امید - ۲۰۱۳
- در تاریکی - ۲۰۱۱
- رز کوچک - ۲۰۱۰
- عهدهای دوشیزه - ۲۰۱۰
- لالایی - ۲۰۱۰
- ترفند - ۲۰۱۰
- صفر ۲۰۰۹
- نشانه‌گذاری‌شده - ۲۰۰۹
- خانه تاریک - ۲۰۰۹
- لندنی‌ها - ۲۰۰۸
- ۳۳ صحنه از زندگی - ۲۰۰۸
- همه چیز درست خواهد شد - ۲۰۰۷
- همبستگی، همبستگی... - ۲۰۰۵
- وینچی - ۲۰۰۴
- پوزنان ۵۶ - ۱۹۹۶

### تلویزیون
- رفتارشناس - ۲۰۲۲
- ۱۹۸۳ - ۲۰۱۸
- خبرچینان - ۲۰۰۷
- موج جرم و جنایت - ۲۰۰۳
- با آتش و شمشیر (مجموعه تلویزیونی) - ۲۰۰۱